# Papaver cyprium
Papaver cyprium är en vallmoväxtart som först beskrevs av Jindřich Chrtek, B.Slavík, och fick sitt nu gällande namn av M.V.Agab., Christodoulou och Ralf Hand. Papaver cyprium ingår i släktet vallmor, och familjen vallmoväxter. Inga underarter finns listade i Catalogue of Life.